# Diecezja Lake Charles
Diecezja Lake Charles (łac. Dioecesis Lacus Carolini, ang. Diocese of Lake Charles) jest diecezją Kościoła rzymskokatolickiego w metropolii Nowy Orlean w Stanach Zjednoczonych w południowo-zachodniej części stanu Luizjana. 

## Historia
Diecezja została kanonicznie erygowana 29 stycznia 1980 roku przez papieża Jana Pawła II. Wyodrębniono ją z diecezji Lafayette. Pierwszym ordynariuszem został kapłan diecezji Lafayette Jude Speyrer (1929-2013). 

## Ordynariusze
- Jude Speyrer (1980–2000)
- Edward Braxton (2000–2005)
- Glen Provost (od 2007)